# Maria-Magdalena Rusu
Maria-Magdalena Rusu (Vaslui, 30 de setembro de 1999) é uma remadora romena, campeã olímpica.

## Carreira
Rusu é duas vezes campeã mundial em oito e sete vezes campeã europeia, incluindo títulos em oito e quatro sem timoneiro. Ela competiu no evento oito feminino nos Jogos Olímpicos de Verão de 2020.
Nos Jogos Olímpicos de Verão de 2024, em Paris, conquistou a medalha de ouro na competição de oito com feminino, ao lado de Roxana Anghel, Amalia Bereș, Ancuța Bodnar, Maria Lehaci, Adriana Adam, Ioana Vrînceanu, Simona Radiș e Victoria-Ștefania Petreanu, com o tempo de 5:54.39.